# Évariste Huc

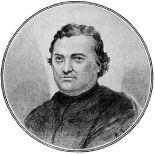
Évariste Huc

Évariste Régis Huc, of Abbé Huc (Caylus, 1 augustus 1813 - Parijs, 31 maart 1860) was een Frans missionaris. Hij werd bekend als ontdekkingsreiziger in het Chinees keizerrijk, Tartarije en Tibet. Sinds de reis van Thomas Manning tussen 1811-1812 was het geen Europeaan meer gelukt Lhasa te bereiken, tot Hucs bezoek in 1846. Hij werkte als een katalysator voor de Europese ontdekkingsreizigers naar Tibet en Centraal-Azië.

## China
Op de leeftijd van vierentwintig trad Évariste Huc toe aan de orde van lazaristen in Parijs. Kort na de wijding in 1839 vertrok hij naar China. Hij verbleef rond achttien maanden in het lazaristenseminarie in Macau, waar hij zich voorbereidde op het missionarisleven, en het Chinees leerde. Hij paste zijn dagelijkse kleding aan de Chinese smaak aan en vertrok toen vanuit Kanton, in eerste instantie naar een missie in de zuidelijke provincies die hij voortrad.
Onderweg naar Peking vergrootte hij zijn kennis van het Chinees en hij streek neer in de Vallei van de Zwarte Wateren (Hei Shui), op 480 km ten noorden van Peking en net over de grens in Mongolië. Daar, achter de Chinese Muur, had een grote, verdreven groep van inheemse Christenen beschutting gezocht voor de vervolgingen van de Jiajingkeizer in een tijdperk ervoor. Évariste Huc legde zich toe op de studie van de dialecten en gebruiken van de Mongolen, voor wie hij verschillende religieuze teksten vertaalde.

## Tibet

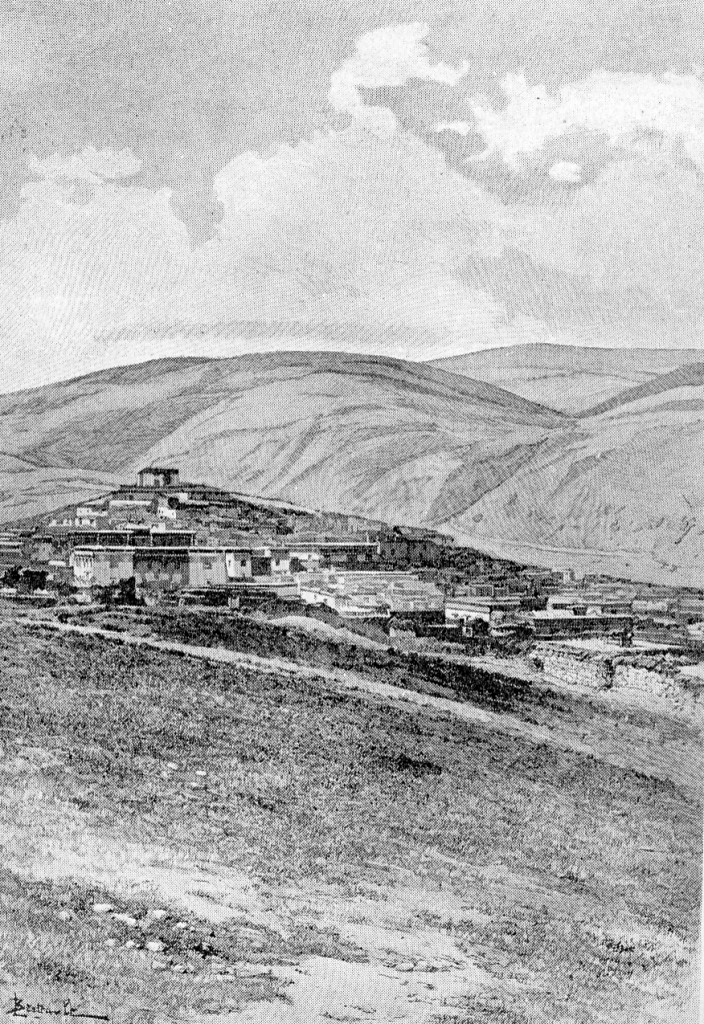
Plaat van Huc en Gabet
Litang in de jaren 1840

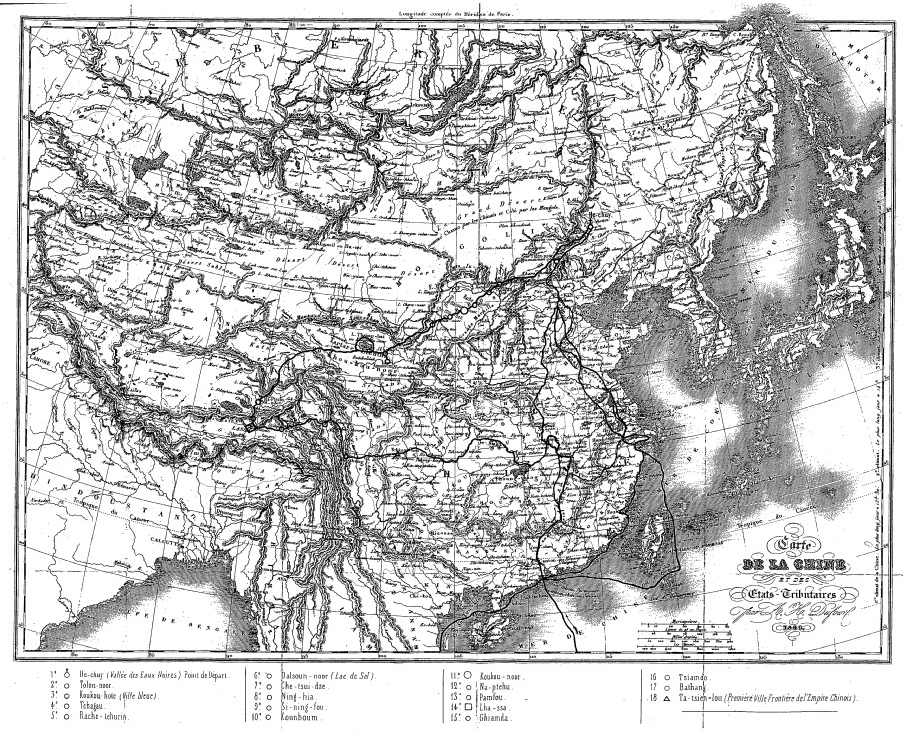
De bovenste (min of meer diagonale) lijn op de kaart is de route die Huc en Gabet van Peking naar Lhasa reisden

Huc wilde in eerste instantie eerst van China naar Lhasa reizen en van daar verder naar India, een reis, vergelijkbaar met degene die Xuanzang in de zevende eeuw de reis had afgelegd via Tasjkent, Samarkand en Taxila. Dit werk was voor hem een voorbereiding voor zijn reis naar Tibet in 1844 op aansporing van de apostolische predikant van Mongolië. Tegen september 1844 bereikte hij Dolon Nor en maakte hij de voorbereidingen voor zijn reis. Kort erna, vergezeld door zijn mede-Lazarist en Fransman Joseph Gabet en een jonge Tibetaanse priester die zich tot het christendom had bekeerd, gingen ze op pad.
Om geen aandacht te trekken reisden ze met kleding van lama's en nadat ze de Gele Rivier waren overgetrokken, kwamen ze in een verschrikkelijke zandige vlakte terecht met de naam Ordoswoestijn. Nadat ze leden onder een tekort aan water en voedsel, trokken ze opnieuw over de nu overstroomde Gele Rivier en kwamen ze aan in Gansu. In januari 1845 bereikten ze de grensplaats Tang-Kiul.
In plaats van op eigen gelegenheid de reis naar Lhasa te maken van vier maanden, wachtten ze acht maanden op een Tibetaans gezantschap dat uit Peking terug werd verwacht. De tijd besteedden ze door onder begeleiding van een Tibetaan het Tibetaans en over Boeddhistische literatuur te leren. Drie maanden van hun verblijf brachten ze door in het oude klooster Kumbum, dat in die tijd rond 4000 Tibetaans boeddhistische kloosterlingen herbergde. In september 1845 voegden ze zich bij het terugkerende Tibetaanse gezantschap van 2000 mensen en 3700 dieren.
Samen met het gezantschap trokken ze de woestijnen van Koko Nor (Qinghai) door en langs het grote Qinghaimeer. Na een moeizame reis waarbij de besneeuwde bergen werden doorkruist, kwamen ze binnen in Lhasa op 29 januari 1846. Zij hebben dan ongeveer dezelfde route gereisd als Samuel van der Putte in 1731 in omgekeerde richting (van Lhasa naar Peking) al had gedaan. 
Na een hoopgevend ontvangst door de regent openden Huc en Gabet een kleine kapel. Ze waren begonnen hun missie vorm te geven toen de amban Qishan zich erin mengde. Tijdens de Opiumoorlogen was Qishan als gouverneur van de provincie Zhili onderhandelingen begonnen met kapitein Charles Elliot. Toen zijn verrichtingen werden afgekeurd, werd Qishan gedegradeerd en ter dood veroordeeld. Daarna ontving hij gratie en werd hij naar Tibet gestuurd als keizerlijke gezant. Hij voelde de potentiële moeilijkheden aan die Huc en Gabet vormden wanneer zij India vanuit Tibet zouden bereiken en hij liet ze Lhasa onder escorte uitzetten op 26 februari 1846. Als gevolg van een officieel onderzoek naar hun motieven voor hun verblijf in Tibet, werden ze begeleid tot aan Kanton in oktober 1846.

## Beschrijving van hun reis

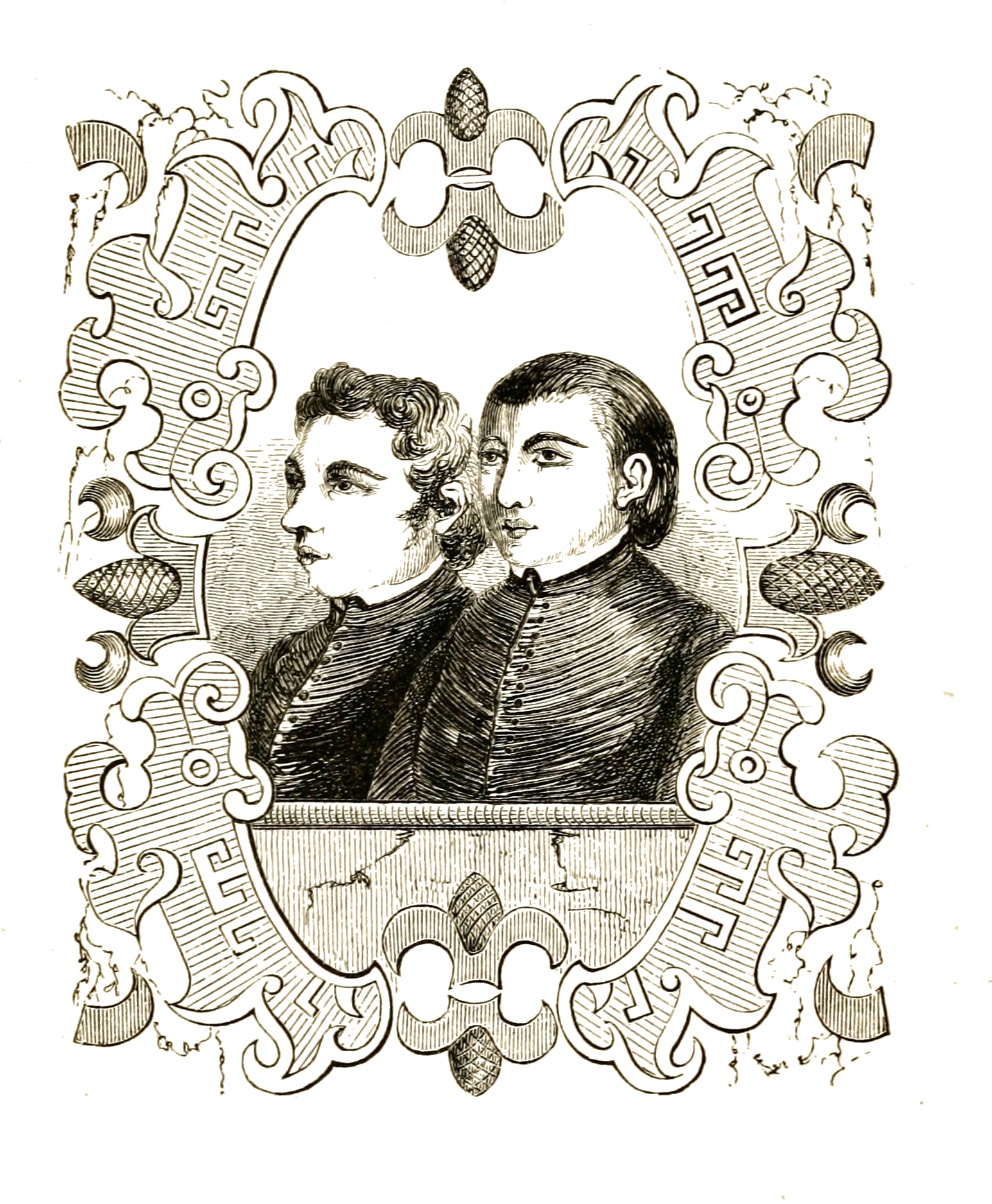
Titelpagina van Souvenirs d’un voyage dans la Tartarie, le Thibet et la Chine pendant les années 1844, 1845 et 1846 met een portret van Huc en Gabet

Huc en Gabet beschreven hun reis in hun boek Souvenirs d’un voyage dans la Tartarie, le Thibet et la Chine pendant les années 1844, 1845 et 1846. Zij gingen daarbij uit van de overtuiging dat een veel vroegere christelijke missie in Tibet verantwoordelijk was geweest voor een belangrijk deel van het ritueel van het Tibetaans boeddhisme. Al enkele auteurs voor hen hadden min of meer dezelfde opvatting beschreven.
Huc en Gabet  vertellen een verhaal over een ontmoeting die Tsongkhapa, de geestelijke vader van het gedachtegoed van de Gelug, ruim 400 jaar voor hun verblijf gehad zou moeten hebben met een lama uit het uiterste westen die Tsongkhapa als zijn discipel inwijdde in de religieuze doctrines van het westen. Huc en Gabet formuleren dan dat deze man een katholieke missionaris was geweest, die helaas door zijn vroegtijdig overlijden Tsongkhapa niet volledig over het christendom had kunnen informeren. Door de onvolledige kennis was er dus een volstrekt gedeformeerde versie ontstaan van wat eigenlijk het katholicisme moest zijn. De wijze waarop Huc en Gabet dit beschrijven was zo onhandig en naïef, dat hun boek door de rooms-katholieke kerk op de Index librorum prohibitorum (lijst van verboden boeken) werd geplaatst.